# ヴァンパイレーツ
『ヴァンパイレーツ』（Vampirates）はジャスティン・ソンパー作の小説。

## 概要
児童文学であり、世界22カ国で出版されている。
吸血鬼と海賊という二つの要素を組み合わせたキャラクターが核になるストーリー構成となっている。
| スタブアイコン | サブスタブ | この項目は、まだ閲覧者の調べものの参照としては役立たない、文学に関連した書きかけの項目です。この項目を加筆・訂正などしてくださる協力者を求めています（P:文学、PJ:ライトノベル）。項目が小説家・作家の場合には{Writer-substub}を、文学作品以外の本・雑誌の場合には{Book-substub}を貼り付けてください。 |